# Sciopetris technica
Sciopetris technica är en fjärilsart som beskrevs av Edward Meyrick 1891. Sciopetris technica ingår i släktet Sciopetris och familjen säckspinnare. Inga underarter finns listade.